# Dumbarton Oaks
Dumbarton Oaks és una mansió particular situada al barri de Georgetown a Washington, DC. Aquest indret alberga la Dumbarton Oaks Research Library and Collection, un centre de documentació sobre els estudis romans d'Orient, precolombins i sobre l'ordenament territorial.
La mansió va ser construïda el 1800 en estil federal i va ser comprada el 1920 per en Robert Woods Bliss (1875-1962), membre del Foreign Service americà.
En el transcurs de la seva existència, la família Bliss hi va reunir una important col·lecció d'objectes i de llibres. El 1940, la col·lecció, la casa i el terreny van ser objecte d'una donació per tal de crear la Dumbarton Oaks Research Library and Collection, la gestió de la qual va ser confiada a la Universitat Harvard. Al començament, la institució s'interessava només pels estudis bizantins.
La biblioteca de Dumbarton Oaks posseeix més de 100.000 volums. La institució acull diversos investigadors residents i atorga cada any una quarantena de beques destinades a investigadors visitants.

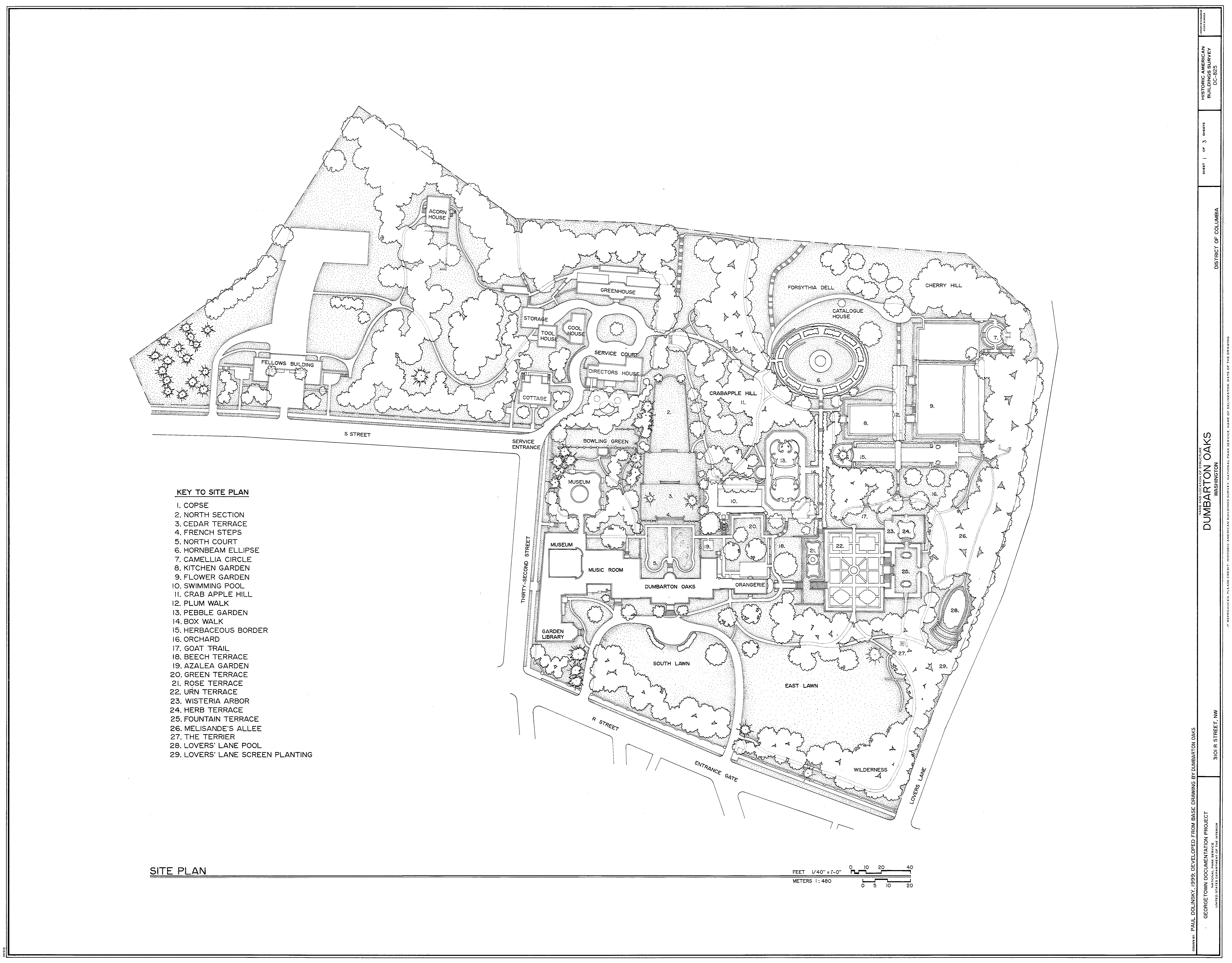
Plànol de Dumbarton Oaks.

Les quatre hectàrees de jardins van ser dissenyats durant el període 1922-1947 per l'arquitecte Beatrix Farrand. Es componen de les parts següents: Star Garden, Green Garden, Beech Terrace, Urn Terrace, formal Rose Garden, Arbor Terrace, Fountain Terrace, Lover's Lane Pool, i Pebble Terrace, així com Camellia Circle, Prunus Walk, Cherry Hill, Crabapple Hill, Forsythia Hill, i Fairview Hill. Els jardins estan oberts al públic.
El 1944, va albergar la Conferència de Dumbarton Oaks, trobada internacional que va posar les bases de les Nacions Unides.
Igor Stravinski va escriure el concert Dumbarton Oaks el 1938, a petició de Robert Bliss.